# Olympische Spelen
De Olympische Spelen (OS) zijn een internationale sportmanifestatie. De eerste moderne Olympische Spelen werden in 1896 gehouden, geïnspireerd door het gelijknamige Griekse evenement in de Oudheid.
Sinds 1924 zijn er twee versies, de Zomerspelen en de Winterspelen, elk om de vier jaar. Er doen duizenden atleten aan uiteenlopende sporten mee. 
Ruim anderhalf jaar na de Zomerspelen, in het tweede kalenderjaar erna, zijn steeds de Winterspelen, vervolgens duurt het dus een kleine tweeënhalf jaar tot de volgende Zomerspelen. Tot 1992 werden zowel de Zomerspelen als de Winterspelen in hetzelfde jaar gehouden.
De filosofie achter 'de Spelen' wordt uitgedragen door de 'Olympische Beweging'. Die beweging omvat de internationale sportbonden, de Nationaal Olympisch Comité's en de organisator van de Spelen.
Het Internationaal Olympisch Comité is verantwoordelijk voor het uitkiezen van de gaststad en het olympische programma. Steeds wordt tijdens een IOC-bijeenkomst zeven jaar van tevoren de locatie / organisator gekozen uit enkele kandidaten. In het jaar na de Spelen wordt dus de organisator voor de editie na de eerstvolgende editie van de Spelen gekozen. 
De organisatie van de Spelen is verantwoordelijk voor het naleven van de olympische regels, die zijn omschreven in het Olympisch Handvest. Er gaan enkele symbolen en rituelen gepaard met de organisatie van de Olympische Spelen, waaronder de olympische vlag en de olympische vlam.

## Oudheid

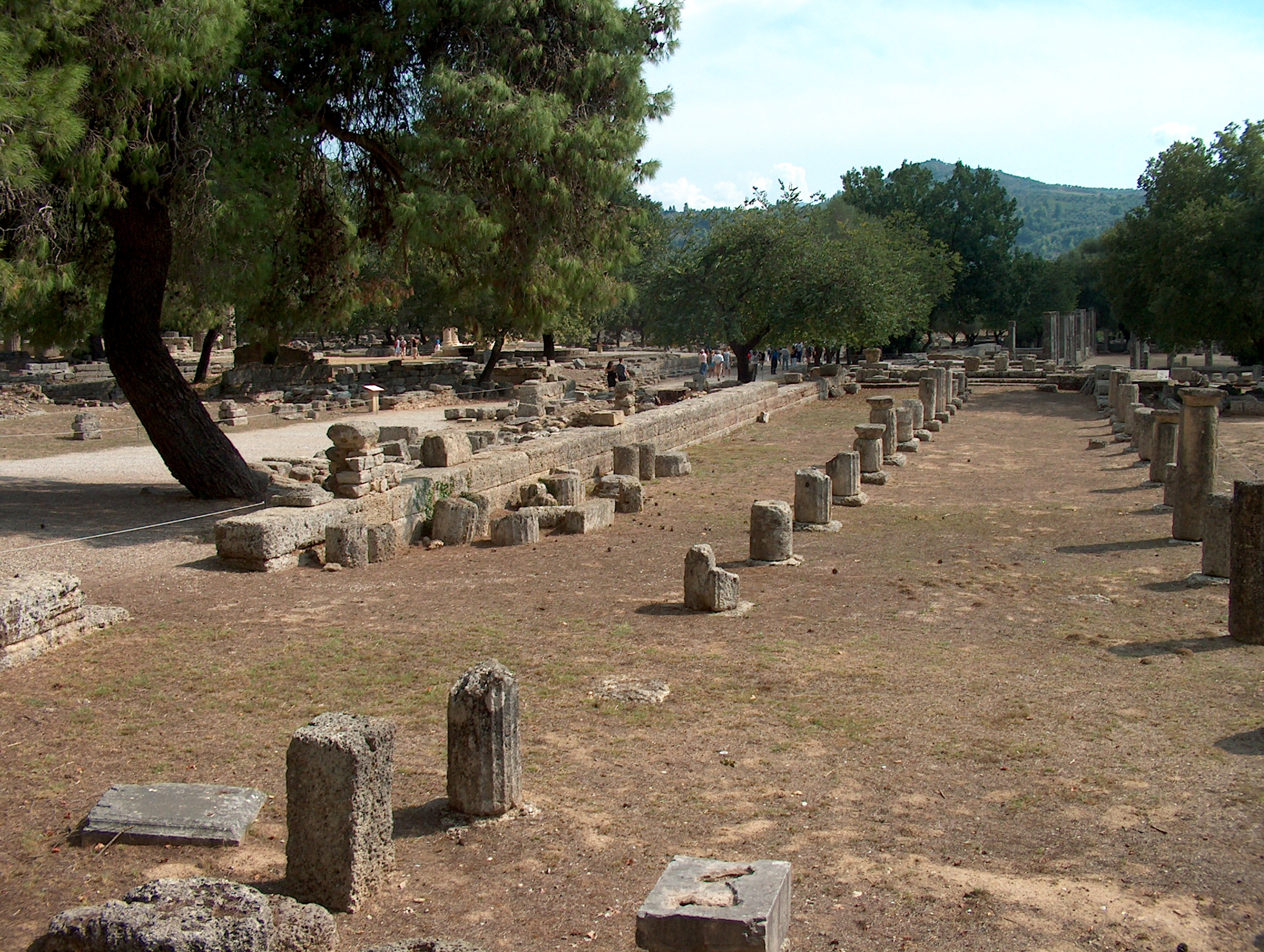
Overblijfselen van het stadion in Olympia (ca. 350 v.Chr.).

De originele Olympische Spelen werden gehouden in de oude Griekse stad Olympia. Deze stad was sinds de 10e eeuw v.Chr. een religieuze en politieke ontmoetingsplaats.
Rond het eind van het 2e en het begin van het 1e millennium v.Chr. kwamen de Eliërs uit het noorden naar het Griekse schiereiland dat wij tegenwoordig de Peloponnesos noemen. Zij vestigden zich in de omgeving van Olympia, dat toen onder de heerschappij stond van de Pisaten. Rond de 6e eeuw v.Chr. braken tussen hen de eerste twisten uit. Die leidden tot oorlog.
Waarschijnlijk wijdden de nieuwe immigranten de plaats aan de oppergod Zeus en noemden hem Olympia, ter herinnering aan de berg Olympos in Thessalië. De eerste Spelen werden echter gehouden ter ere van Pelops, na zijn overwinning in de wedrennen op Oinomaos, de koning van Pisatis. Pelops was ook de naamgever van de Peloponnesos. De volgende Spelen werden ter ere van Zeus gehouden. Sinds 776 v.Chr. werden de namen van de overwinnaars opgetekend; dit jaartal gold als het begin der Olympiaden en was ook de basis van de Griekse tijdrekening.
Hoewel de Spelen oorspronkelijk gehouden werden op de velden voor de tempel, werd er met de groei van de Spelen steeds meer gebouwd ten behoeve van de Spelen. Uiteindelijk bevond zich in Olympia een stadion dat plaats bood aan 40.000 toeschouwers. De Olympische Spelen die hier elke vier jaar gehouden werden, waren een van de vier Panhelleense Spelen (openbare feesten voor alle Grieken van de poleis die dan ook de goden vereerden). Doel van die Olympische Spelen was om jonge mannen hun fysieke kwaliteiten te laten tonen en om de relatie tussen de verschillende Griekse steden te bevorderen. Alleen Griekse mannen mochten meedoen aan de Spelen, geen vrouwen.
Langzaamaan kregen de Romeinen het voor het zeggen in Griekenland en werden de Spelen minder belangrijk gevonden. Toen het christendom de officiële religie werd van de Romeinen, werden de Spelen gezien als een heidens feest. De Romeinse keizer Theodosius I verbood de Spelen uiteindelijk in 393.

### Tempels en gebouwen
Olympia, aan de voet van de beboste Kronosheuvel en begrensd door de rivieren Alfeios en Kladeios, was een heiligdom, het oudste en belangrijkste uit de oudheid. In de zevende eeuw voor onze jaartelling vond men in Olympia nog de graven van Pelops en Hippodameia. Er stond ook nog een zuil die was overgebleven van het paleis van Oinomaos, dat althans volgens de mythologie door een bliksemschicht van de oppergod Zeus was vernield.
Gaandeweg rezen een na één monumentale gebouwen uit de grond en het heiligdom werd daarmee steeds belangrijker. Binnen de omheining van dat heiligdom was de Heratempel de mooiste en die van Zeus de belangrijkste. Buiten de muren lagen de verblijven van de priesters, van de gasten, de baden en de worstelschool. Aan het westelijke uiteinde kan het oudste stadion hebben gelegen, maar er is geen spoor van teruggevonden. In de eerste helft van de 5de eeuw voor onze tijdrekening werd een tweede stadion aangelegd, maar het verdween toen men besloot de Zeustempel op te richten.
Het jongste stadion is 212,54 m lang en 28,5 m breed. Het had de vorm van de letter U. Het bood plaats aan 45.000 toeschouwers die voor het merendeel op de grond plaats namen. Zitplaatsen waren voorbehouden aan enkele vooraanstaanden: de hellanodikai of scheidsrechters en aan de priesteres van Demeter. Rondom het stadion waren fonteinen voor de bezoekers.

## Moderne tijd

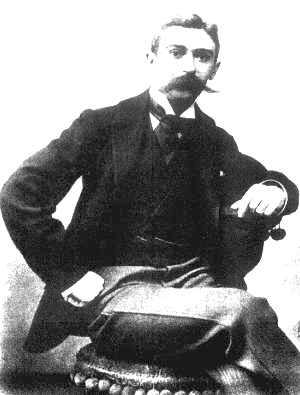
Pierre de Coubertin

Vijftien eeuwen na de opheffing van de klassieke Spelen werden verspreid over Europa meerdere initiatieven gestart om de Olympische Spelen weer te laten herleven, alhoewel dat meestal in nationaal verband plaatsvond. In 1850 werd in het Engelse plaatsje Much Wenlock de "Olympische Klasse" opgericht, die later werd hernoemd tot Wenlock Olympian Society Annual Games en tegenwoordig nog steeds gehouden wordt. De Griekse filantroop Evangelis Zappas sponsorde in 1859 de eerste 'Olympische Spelen' die op een plein in Athene werden gehouden. De Brit William Penny Brookes organiseerde in 1866 nationale Spelen in het Crystal Palace.
Geïnspireerd door de initiatieven bedacht de Fransman Pierre de Coubertin in 1890 dat een grootschalige herrijzenis van de Olympische Spelen mogelijk was. Coubertin was voor de bevordering van een harmonieuze lichamelijke en geestelijke opvoeding van de jeugd en de versterking van de vriendschapsbanden tussen de volkeren, overtuigd als hij was dat de sportieve krachtmeting edelmoedigheid en ridderlijkheid bij de atleet zou aankweken, alsmede respect voor de prestatie van de tegenstander. Coubertin werkte de ideeën van Zappas en Brookes uit en besprak zijn plannen tijdens het eerste Olympisch Congres van het Internationaal Olympisch Comité in Parijs.
Er werd besloten tot de invoering van de moderne Olympische Spelen, waarvan de eerste editie twee jaar later in Athene plaats zouden moeten vinden. De Griekse schrijver Demetrius Vikelas werd verkozen tot de eerste voorzitter van het IOC.

### Olympische (Zomer)Spelen 1896
De Spelen van de 1ste Olympiade waren de eerste Spelen sinds het verbod van keizer Theodosius I in 393 na Chr. Het evenement had plaats in de zomer en trok 14 landen en 241 atleten aan, die meededen aan 43 onderdelen.
Na het succes van de eerste Olympische Spelen in 1896 werden de daaropvolgende edities in Parijs en Saint Louis overschaduwd door de wereldtentoonstellingen die op dezelfde locatie en op hetzelfde moment werden gehouden. Het voortbestaan van de Spelen werd bedreigd, maar door het succes van de tussenliggende Spelen in 1906 leefde de populariteit en de omvang van het evenement op. Er werd later echter afgezien van het plan om zogenaamde "tussenliggende" Spelen te organiseren, een idee waar De Coubertin tegen was geweest.

#### Kunstwedstrijden
Het is inmiddels volkomen weggezakt uit het collectief geheugen, maar van 1912 tot 1952 vormden kunstwedstrijden een onderdeel van het wedstrijdprogramma van de Zomerspelen. Er werden medailles uitgereikt voor kunstwerken die door de sport waren geïnspireerd. Er waren vijf categorieën: architectuur, literatuur, muziek, schilderijen en beeldhouwwerk. Een jury besliste wie in de prijzen viel.
In 1954 is deze tak van 'sport' afgeschaft, omdat het Olympisch Comité van mening was dat kunstenaars eigenlijk professionals waren, terwijl Olympische atleten amateurs moesten zijn. Sinds 1956 heeft een 'Olympisch Cultureel Programma' de plaats van de vroegere competitie ingenomen.

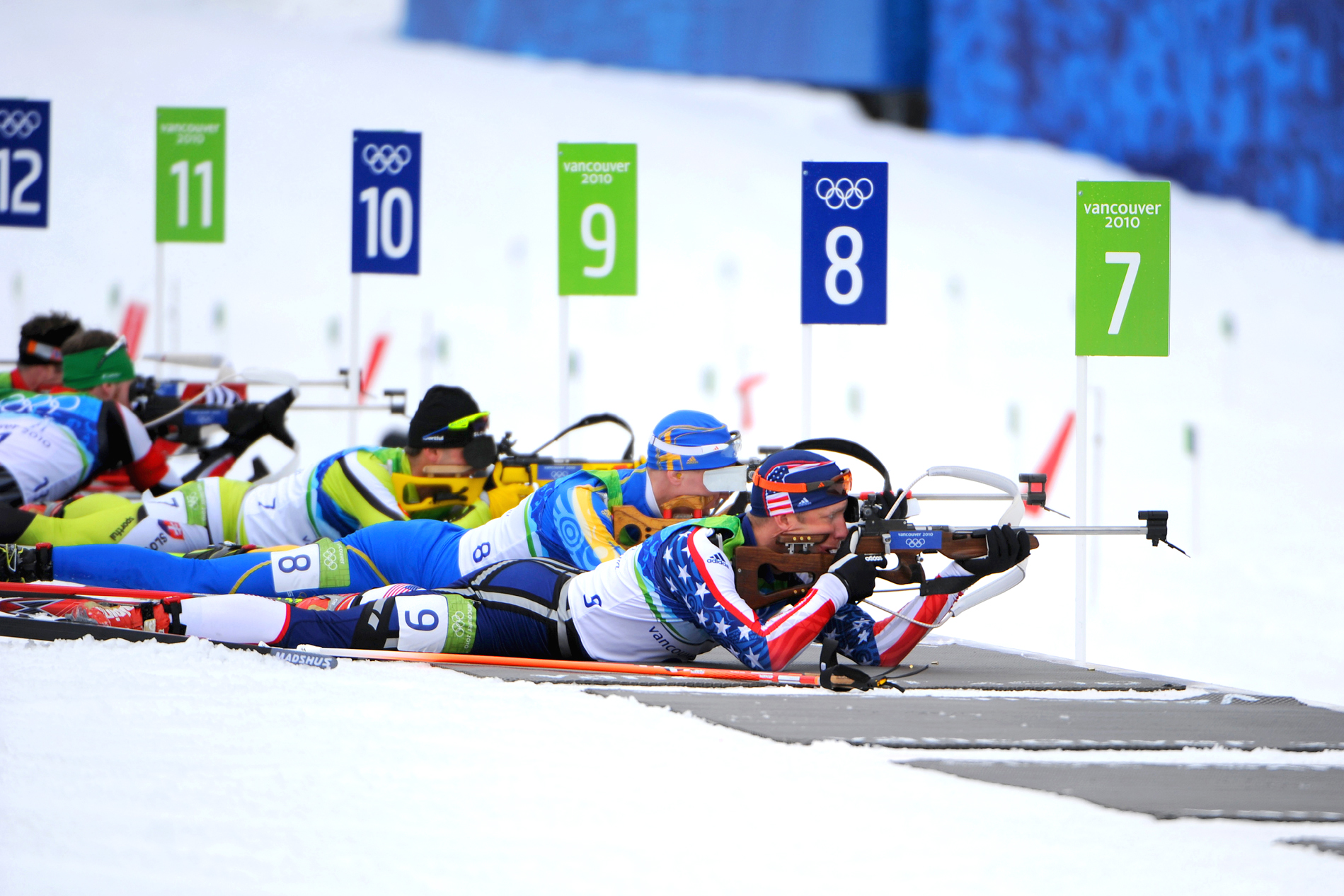
Het onderdeel biatlon tijdens de Olympische Winterspelen 2010 in Vancouver

### Olympische Winterspelen
Gezien het feit dat het onmogelijk is om wintersporten in de zomer te organiseren, werd op het zevende Olympisch Congres in 1921 in Lausanne besloten tot het houden van de Olympische Winterspelen. De wens van het IOC om meer (winter)sporten toe te voegen werd zo gehonoreerd. De eerste wintereditie van de Spelen werd drie jaar later in Chamonix-Mont-Blanc gehouden. In eerste instantie werd besloten om de wintereditie in hetzelfde jaar als de zomereditie te organiseren, deze traditie werd tot 1992 voortgezet, sinds 1994 worden de Winterspelen tussen de Zomerspelen gehouden.

### Paralympische Spelen
In 1948 organiseerde Ludwig Guttman een sportwedstrijd in Engeland voor veteranen uit de Tweede Wereldoorlog met een rugletsel, het evenement kreeg de naam Stoke Mandeville Wheelchair Games en wordt tegenwoordig nog steeds gehouden. Twaalf jaar later werden in Rome de eerste Paralympische Zomerspelen gehouden. Sinds 2012 is de organisator van de Olympische Spelen automatisch ook de organisator van de Paralympische Spelen.

### Olympische Jeugdspelen
Vanaf 2010 worden de Olympische Jeugdspelen gehouden. Er doen sporters mee in de leeftijdscategorie van 14 tot en met 18 jaar. Tijdens het 119e vergadering van het IOC werd tot invoering van de Jeugdspelen besloten. De eerste Jeugdzomerspelen werden in 2010 in Singapore gehouden, de eerste Jeugdwinterspelen vonden in 2012 plaats in Innsbruck.

### Olympische e-sportspelen
Vanaf 2025 worden er ook Olympische Spelen voor e-sporten (sporten op de computer) gehouden. De eerste editie wordt gehouden in Saoedi-Arabië.

### Amateurs en beroepssporters
Oorspronkelijk was het De Coubertins bedoeling dat uitsluitend niet-professionele sporters mee zouden mogen doen aan de Olympische Spelen: er was alleen plaats voor amateurs. Dit heeft tot wat controverse geleid: zo werden de gouden medailles die Jim Thorpe in 1912 op de vijfkamp en de tienkamp gewonnen had, in 1913 teruggevorderd nadat bleek dat hij eerder betaald was om honkbal te spelen. Zwitserse en Oostenrijkse skiërs boycotten de Winterspelen van 1936 omdat hun trainers uitgesloten werden omdat deze geld met hun sport verdienden. Andersom deden namens enkele Oostbloklanden (waaronder de DDR), door de staat gesponsorde "fulltime amateurs" mee. Het verschil tussen dit soort amateurs en beroepssporters is moeilijk te bepalen. Vanaf begin jaren zeventig kwam een kentering in het beleid: het werd voortaan aan de individuele sportfederaties overgelaten of professionele spelers mee mochten doen of niet. Tegenwoordig is boksen de enige sport waarbij professionele spelers uitgesloten worden (hoewel sommige amateurs wel geldprijzen winnen). Bij het herenvoetbal mogen per team maximaal drie spelers ouder dan 23 jaar meespelen. Met dit veranderende inzicht was het mogelijk dat Jim Thorpe in 1983 postuum zijn medailles terugkreeg.

### Olympische symbolen

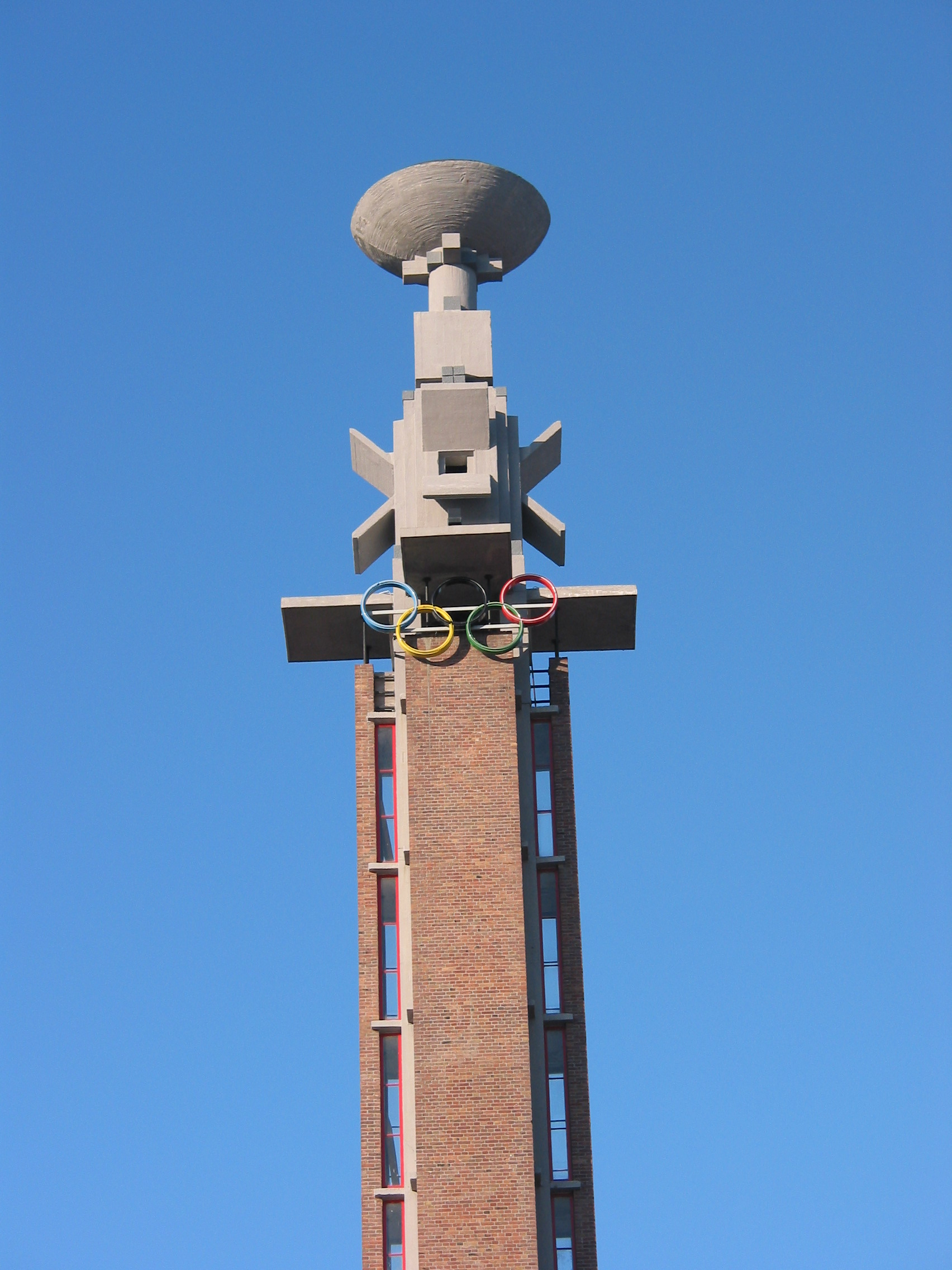
De Marathontoren te Amsterdam, de plaats waar voor de eerste keer het olympisch vuur brandde

De olympische beweging gebruikt verscheidene symbolen, waarvan de meeste de ideeën en idealen van Pierre de Coubertin weergeven. Het bekendst is waarschijnlijk de olympische vlag met vijf geschakelde ringen van verschillende kleur op een witte achtergrond. De zes kleuren (wit, rood, blauw, groen, geel en zwart) werden gekozen omdat de vlag van elk land in de wereld minstens een van deze kleuren bevat. De vijf ringen staan voor de vijf werelddelen (volgens de klassieke telling). Ze zijn geschakeld om de eenheid van de continenten bij de bijeenkomst te benadrukken. De vlag werd als symbool aangenomen in 1914, en bij de zomerspelen van 1920 in Antwerpen voor het eerst gevoerd.
De officiële slogan van de olympische beweging is citius, altius, fortius (Latijn voor "sneller, hoger, sterker"). De idealen van Pierre de Coubertin worden weerspiegeld in het olympische credo: "het belangrijkst bij de Olympische Spelen is niet de overwinning, maar de deelname, zoals ook in het leven niet de overwinning, maar het streven naar een doel het belangrijkst is. Het belangrijkst is niet, om veroverd te hebben, maar om goed gevochten te hebben."
De olympische vlam wordt in de historische stad Olympia met zonlicht, of met een eerder met zonlicht aangestoken vuurpotje (bij gebrek aan zonlicht, of in geval van regen) aangestoken en in estafette naar de bestemming gebracht. Gaat het vuur om een of andere reden uit, dan wordt het weer aangestoken aan een tweede fakkel, die als reserve-vuurdrager mee gaat. Er zijn dus altijd twee fakkels. 
Het olympisch vuur brandde voor het eerst in 1928 in Amsterdam. Overdag was de rook te zien, 's avonds het vuur. De eerste estafette werd gehouden voor de spelen in Berlijn van 1936, die door Adolf Hitler geopend werden. Tijdens de openingsceremonie van de spelen wordt de vlam in het olympisch stadion ontstoken met behulp van de fakkel, waarna deze gedurende de hele spelen blijft branden totdat hij tijdens de sluitingsceremonie wordt gedoofd. Er zijn tot nu toe drie edities van de Olympische Spelen geweest waarbij de olympische vlam echter niet in een Olympisch Stadion brandde. Dat waren de Olympische Winterspelen van 2014 in Sotsji waarbij de vlam brandde op het Medal Plaza, de Olympische Zomerspelen van 2016 in Rio de Janeiro waarbij de vlam op een plein midden in de stad brandde en de Olympische Zomerspelen van 2024 in Parijs, waarbij de vlam brandde in een enorme ballon die boven de Tuilerieën zweefde.
De olympische sporters die het best bij een onderdeel presteren ontvangen een olympische medaille, die wordt uitgegeven in goud, zilver en brons. Tegenwoordig ontvangen sporters met een top-achtklassering in het klassement ook een olympisch diploma.

## Internationaal Olympisch Comité

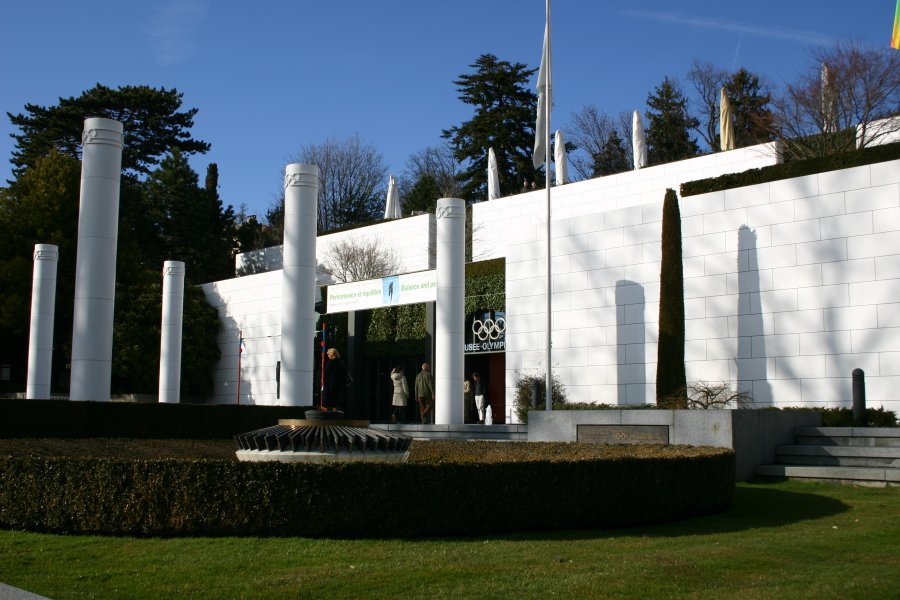
Het olympisch museum in Lausanne

Het Internationaal Olympisch Comité (IOC) is het organiserend orgaan achter de Olympische Spelen.
Het heeft sinds 10 september 2013 de Duitser Thomas Bach als voorzitter.

### Olympische Beweging
De Olympische Beweging brengt alle groeperingen die genoemd worden in het Olympisch Handvest en die de autoriteit van het IOC erkennen, samen. Hieronder vallen de internationale sportbonden van de olympische sporten, de Nationaal Olympisch Comités, de organisaties van de Olympische Spelen, de atleten, de juryleden en de scheidsrechters. De Beweging wil bijdragen aan een vreedzamere en betere wereld door op een vriendschappelijke en solidaire manier jongeren te onderwijzen door middel van sport.
Enkele activiteiten zijn het via sportorganisatie onder de aandacht brengen en ondersteunen van sportcompetities overal ter wereld, het streven naar 'sport voor iedereen' en sportieve gelijkheid voor mannen en vrouwen.
All sports for all people. This is surely a phrase that people will consider foolishly utopian. That prospect troubles me not at all. I have pondered and studied it at length, and know that it is correct and possible.— Pierre de Coubertin, 1919

### Olympisch Handvest

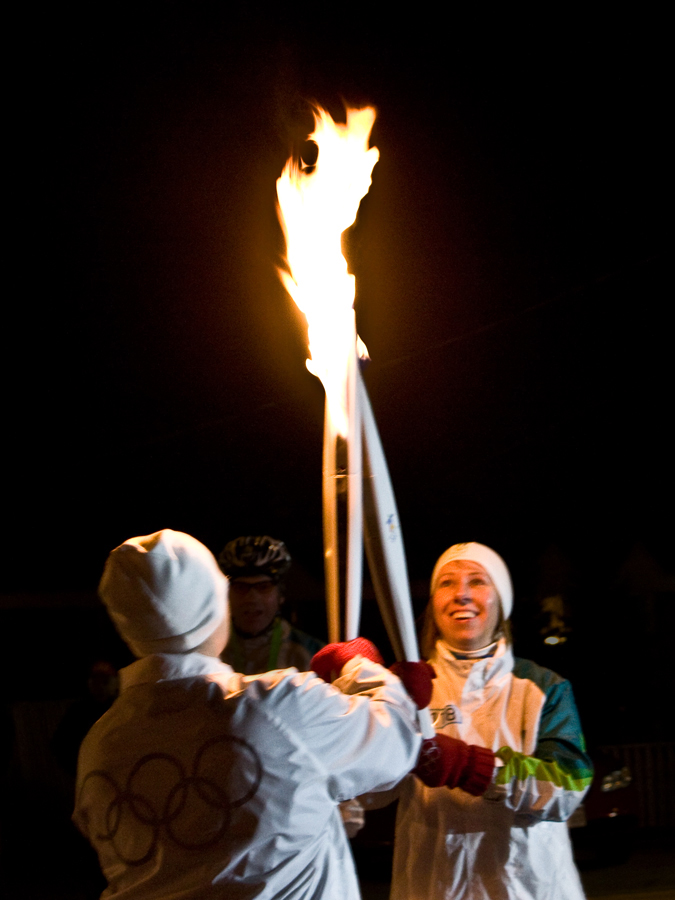
De olympische vlam vlak voor de Olympische Winterspelen 2010

In het Olympisch Handvest zijn fundamentele principes en regels van de Olympische Beweging, het IOC en de organisatie van de Olympische Spelen vastgelegd. Het handvest bestaat uit 5 hoofdstukken, die in totaal 61 artikelen bevatten. De officiële talen zijn Engels en Frans, maar tijdens congressen van het IOC zijn er ook vertalingen in het Duits, Spaans, Russisch en Arabisch.
Een aantal belangrijke artikelen uit het Handvest:
- Artikel 2: De missie van het IOC het wereldwijd promoten van Olympisme en het leiden van de Olympische Beweging. Hieronder valt het behouden van ethiek, het bevorderen en aanmoedigen van sportdeelname en -ontwikkeling, het zorgen voor een reguliere Olympische cyclus en het beschermen van de Olympische Beweging.
- Artikel 8: Het symbool van de Olympische Spelen bestaat uit 5 met elkaar verbonden ringen in de kleuren (van links naar rechts) blauw, geel, zwart, groen en rood.
- Artikel 14:
  - Lid 1: Het IOC is een internationale non-gouvernementele non-profitorganisatie, van onbeperkte duur, in de vorm van een associatie met de status van een rechtspersoon, erkend door de Zwitserse Federale Raad in een overeenkomst van 1 november 2000
- Artikel 15:
  - Lid 2: De missie van het IOC is het uitvoeren van de missie, rol en verantwoordelijkheden opgelegd door het Olympisch Handvest
- Artikel 28: De missie van de Nationale Olympische Comités (NOC's) is het ontwikkelen, promoten en beschermen van de Olympische Beweging in hun respectievelijke land. De rol van NOC's in elk land is het promoten van de Olympische geest, verzekeren van inachtneming van het Olympisch Handvest, en het stimuleren van ethiek en ontwikkeling van sport. Ze zijn de baas over de representatie van hun land tijdens de Spelen, bepalen de gaststad voor de Spelen, en samenwerking met gouvernementele en niet-gouvernementele organen tijdens de Spelen.

## Boycots

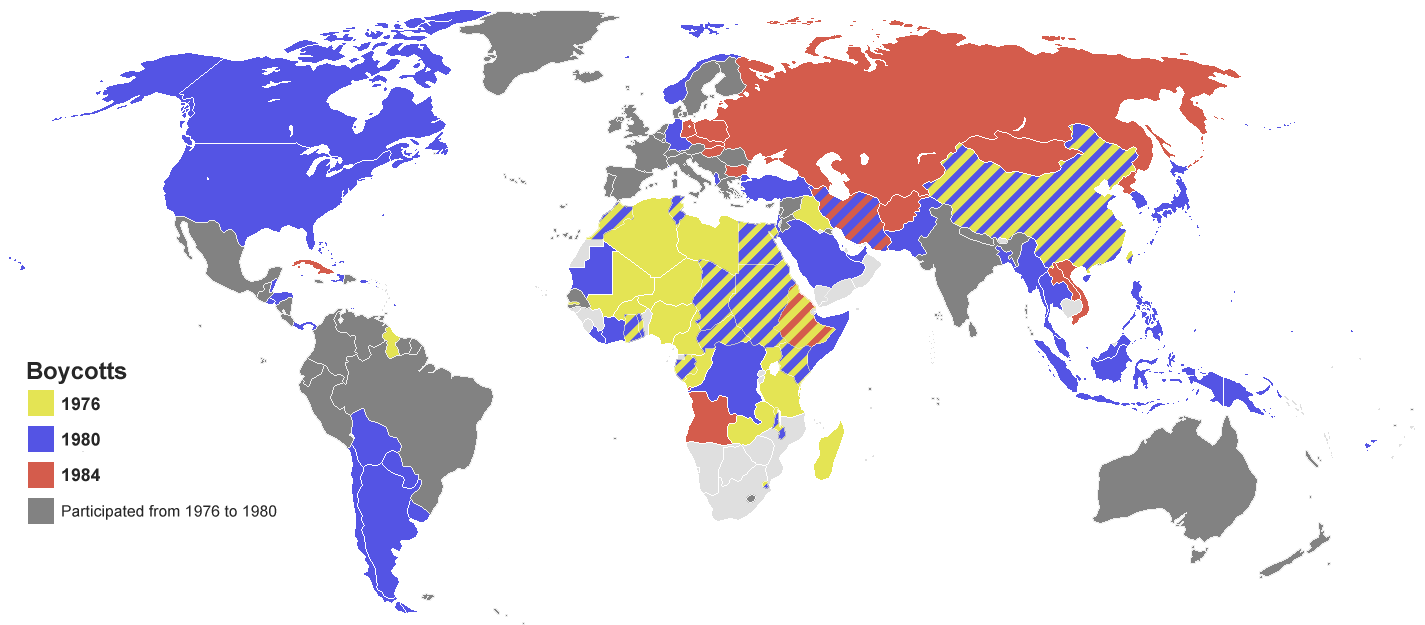
Kaart met landen die de Zomerspelen boycotten in 1976 (geel), 1980 (blauw) en 1984 (rood)

In de moderne olympische geschiedenis is een aantal Spelen door een of meer landen geboycot.
1936
Spanje, waar begin 1936 het Volksfront aan de macht was gekomen, organiseerde uit protest tegen de Olympische Zomerspelen 1936 in het Duitsland van Adolf Hitler de Olympiade van het volk. 6000 atleten uit 22 landen schreven zich hiervoor in. Deze manifestatie ging uiteindelijk niet door vanwege het uitbreken van de Spaanse Burgeroorlog, een paar dagen voor het begin van deze alternatieve spelen.
1956
De Olympische Zomerspelen 1956 te Melbourne waren de eerste die effectief werden geboycot. Nederland, Spanje en Zwitserland weigerden deel te nemen wegens de repressie door de Sovjet-Unie van Hongarije tijdens de Hongaarse Opstand. Zwitserland kwam later terug op zijn boycot, maar moest op de Spelen toch verstek laten gaan doordat geen geschikt vervoer meer kon worden gevonden om Melbourne te bereiken. Cambodja, Egypte, Irak en Libanon namen niet deel wegens de Suezcrisis.
1972 en 1976
Een groot aantal Afrikaanse landen dreigde ermee niet deel te nemen aan de Olympische Zomerspelen 1972 en de Olympische Zomerspelen 1976 om het IOC te verplichten Zuid-Afrika en Rhodesië uit te sluiten wegens hun segregationistische regimes. Nieuw-Zeeland trachtten zij ook te laten uitsluiten omdat hun nationaal rugbyteam een aantal wedstrijden had betwist in Zuid-Afrika. Het IOC sloot Zuid-Afrika en Rhodesië uit maar weigerde Nieuw-Zeeland uit te sluiten omdat rugby geen olympische sport was.
De Afrikaanse landen voerden hun dreigement uit. Guyana en Irak sloten zich bij hen aan in een door Tanzania geleide terugtrekking van de Spelen in Montreal, ondanks dat enkele van hun atleten al hadden deelgenomen.
Taiwan besloot ook deze Spelen te boycotten wegens de druk die China uitoefende op het organiserend orgaan in Montreal om de delegatie van Taiwan niet te laten deelnemen onder de naam Republiek China zoals Taiwan zich officieel noemt. Taiwan weigerde een compromis te aanvaarden waarbij ze wel hun volkslied en vlag mochten gebruiken maar onder een andere naam. Taiwan keerde pas in 1984 terug naar de spelen onder de naam Chinees Taipei, met een andere vlag en volkslied.
1980 en 1984
In 1980 en 1984 boycotten de Koude Oorlogopponenten elkaars Spelen. Vijfenzestig landen boycotten de Olympische Zomerspelen 1980 in Moskou vanwege de Sovjet-invasie van Afghanistan. Hiermee werd het aantal deelnemende landen teruggebracht tot 81, het laagste aantal sinds 1956. De Sovjet-Unie, op haar beurt, boycotte de Olympische Zomerspelen 1984 in Los Angeles. Veertien andere landen, waaronder alle Oostbloklanden met uitzondering van Roemenië, volgden. Hun motivatie was dat de veiligheid van hun atleten niet door de Verenigde Staten kon worden gewaarborgd en dat de Amerikanen door hun overheid werden aangezet tot een hetze tegen de Sovjet-Unie. Enkele van deze landen organiseerden in juli en augustus hun eigen spelen, de zogenoemde Vriendschapsspelen.
2008
De Olympische Zomerspelen 2008 in China kregen tegenstand als protest tegen de schending van de mensenrechten en de onrust in Tibet, Darfur en Taiwan. President George W. Bush zette alles nog eens extra in de verf tijdens een speech die hij vlak voor het begin van de Spelen in Thailand hield. Uiteindelijk trok geen enkel land zich terug.